# 안지혜 (1979년)
안지혜(安智惠 1979년 6월 13일 ~ )는 대한민국의 배우이며 대학 동기 이효리의 30번째 생일파티 사진이 본인(안지혜) 미니홈피를 통해  공개되기도 했다.

## 학력
- 안양예술고등학교 연극영화과 (졸업)
- 국민대학교 연극영화학과 (졸업)
- 국민대학교 종합예술대학원 영상미디어학과 (졸업)

## 연기 활동

### 영화
| 연도 | 제목                     | 역할           | 비고     |
| ---- | ------------------------ | -------------- | -------- |
| 2005 | 온실                     | 이수연         |          |
| 2009 | 라라 선샤인              | 이미라         |          |
| 2009 | 여배우들                 | 지우 매니저    |          |
| 2010 | 심장이 뛴다              | 민서 엄마      |          |
| 2010 | 맛있는 인생              | 순진녀         |          |
| 2011 | 붉은 바캉스 검은 웨딩    | 희래           |          |
| 2011 | 검은 갈매기              | 민희           |          |
| 2012 | 모피를 입은 비너스       | 육정아         |          |
| 2012 | 내가 고백을 하면         | 유미           |          |
| 2014 | 일대일                   | 그림자 4       |          |
| 2015 | 플랑크 상수              | 헤어디자이너 1 |          |
| 2015 | 날, 보러와요             | 여경 역        | 우정출연 |
| 2016 | 그물                     | 민자           |          |
| 2018 | 딥                       | 고은           |          |
| 2018 | 인간의 시간              | 아가씨 1       |          |
| 2018 | 각자의 미식              | 지혜           |          |
| 2019 | 롱 리브 더 킹: 목포 영웅 | 홍보 팀장      |          |

### 드라마
- 2014년 《마이 시크릿 호텔》 이지배인 역
- 2016년 《백희가 돌아왔다》
- 2016년 《뷰티풀 마인드》
- 2019년 《킹덤》 종궁전 상궁 역
- 2022년 《삼남매가 용감하게》 이장미 역